# Gabriel Petrea
Gabriel Petrea (ur. 30 października 1984 w Fokszanach) – rumuński polityk, działacz partyjny i menedżer, parlamentarzysta, w latach 2017–2018 minister ds. konsultacji publicznych i dialogu społecznego.

## Życiorys
W 2008 ukończył studia na wydziale automatyki i informatyki Universitatea Politehnica din București, na tej uczelni w 2009 rozpoczął studia doktoranckie w zakresie zarządzania w przemyśle. Działał w organizacjach studenckich jako koordynator akcji i festiwali, od 2006 do 2009 kierował samorządem swojej uczelni, a od 2007 do 2008 krajowym zrzeszeniem studenckim Uniunea Națională Studenților din România. Zatrudniony w ministerstwie edukacji jako doradca i dyrektor departamentu oraz jako inżynier systemów na macierzystym uniwersytecie, później na tej uczelni był także zastępcą dyrektora generalnego.
W 2009 wstąpił do Partii Socjaldemokratycznej, od 2015 kierował jej młodzieżówką Tineretului Social Democrat. Od 2012 do 2015 był radnym oraz zastępcą burmistrza Sektora 6 w Bukareszcie. W 2016 uzyskał mandat posła do Izby Deputowanych. 4 stycznia 2017 powołany na stanowisko ministra ds. konsultacji publicznych i dialogu społecznego w rządzie Sorina Grindeanu, zachował je także w gabinecie Mihaia Tudosego. Zakończył pełnienie tej funkcji w styczniu 2018. Nie znalazł się w kolejnym rządzie tej koalicji, gdy opublikował list otwarty krytykujący przywództwo Liviu Dragnei w PSD. W 2019 przeszedł do ugrupowania PRO Rumunia, był jego kandydatem na senatora w następnym roku. Później ponownie związał się z PSD, wystartował z jej ramienia do parlamentu w 2024.